# Рождественське (Новгород-Сіверський район)
Рождественське (Жовтне́ве до 2016) — село в Україні, у Коропській селищній громаді Новгород-Сіверського району Чернігівської області. Населення становить 775 осіб. Від 2016 орган місцевого самоврядування — Коропська селищна рада.

## Символіка
На гербі на синьому тлі зображена рука що тримає різдвяну зірку, з якою ходять колядники від хати до хати. Це вказує на назву села (герб є промовистим).

## Історія
Церква Різдва Богородиці була збудована ще за поляків у 1643 р. й відтоді слобідка на великому болоті Ржавці в Сосницькому повіті Чернігівського воєводства стала зватися селом Рождественським по назві церкви, в народі по старому – Рожественним. Судячи по цій давній назві села архієпископ чернігівський Філарет (Гумілевський) в своєму історико-статистичному описі Чернігівської єпархії 1874 р. видання, допускав, що Рожественське могло бути дотатарським поселенням. 
Село розташоване на шляху між Коропом і Батурином. Воно значно зросло вільними козаками за гетьмана Богдана Хмельницького й стало в 1654 р. містечком, адміністративним центром Рожественської сотні, а з ліквідацією у 1672 р. гетьманом Самойловичем цієї сотні, містечко увійшло до складу Коропської сотні.
За даними опису Новгород-Сіверського намісництва 1779-1781 рр., село Рождественське Коропської сотні стояло на проїжджій дорозі з Коропа на Конотоп. 
У 1796 р. була збудована нова кам’яна Різдво-Богородицька церква. Замовником будівництва був Петро Мартинович Юркевич. Цей багатий козак ще з 1746 р. служив отаманом генеральної артилерії, згодом став полковником, а з ліквідацією сотенного устрою Гетьманщини отримав 31 грудня 1780 р. звання генерал-ад’ютанта. 
Різдво-Богородицька церква поєднала в собі стилістичні риси бароко і класицизму. Фасади насичені бароковим декором, а до центрального четверика зроблені удвічі нижчі квадратні замість напівкруглих прибудови з трьох боків, з південного, північного та західного. Тим самим церква наближається до споруд тетраконхового типу, тобто чотирипелюсткового в плані квадрата.
Село увійшло до переліку населених пунктів, які потрібно перейменувати згідно із законом «Про засудження комуністичного та націонал-соціалістичного (нацистського) тоталітарних режимів в Україні та заборону пропаганди їхньої символіки».
12 червня 2020 року, відповідно до розпорядження Кабінету Міністрів України № 730-р «Про визначення адміністративних центрів та затвердження територій територіальних громад Чернігівської області», увійшло до складу Коропської селищної громади.
19 липня 2020 року, в результаті адміністративно-територіальної реформи та ліквідації Коропського району, увійшло до складу Новгород-Сіверського району Чернігівської області.

## Населення
Згідно з переписом УРСР 1989 року чисельність наявного населення села становила 1786 осіб, з яких 758 чоловіків та 1028 жінок.
За переписом населення України 2001 року в селі мешкали 1393 особи.

### Мова
Розподіл населення за рідною мовою за даними перепису 2001 року:
| Мова       | Відсоток |
| ---------- | -------- |
| українська | 98,56 %  |
| російська  | 1,29 %   |
| білоруська | 0,14 %   |

## Відомі уродженці
- Грицай Анатолій Юхимович (1931—2003) — бандурист, педагог, поет, громадський діяч.
- Куліч Валерій Петрович (1973) — бізнесмен, голова Чернігівської обласної державної адміністрації.